# Ponzio Pilato (film)
Ponzio Pilato è un film del 1962 diretto da Gian Paolo Callegari e Irving Rapper.

## Trama

Titolo a inizio film; sullo sfondo la scena dell'eclissi durante la crocifissione di Gesù

Ponzio Pilato, sotto processo dall'imperatore Caligola per abuso di potere, ripercorre le vicende che portarono alla crocifissione di Gesù Cristo.

## Produzione
Stando alla sua biografia, l'attore protagonista Jean Marais non parlava bene la lingua inglese, ma ciononostante il suo lavoro fu molto apprezzato dal regista Irving Rapper.
Come nel film Ben-Hur di William Wyler, non si vede mai il volto di Gesù che viene sempre ripreso di spalle; ad interpretare il Cristo fu l'attore americano John Drew Barrymore, impegnato nel ruolo di Giuda Iscariota, e doppiato da due attori differenti.
La scena della crocifissione venne girata in Toscana durante l'eclissi solare del 15 febbraio 1961.